# Arthur B. Davies

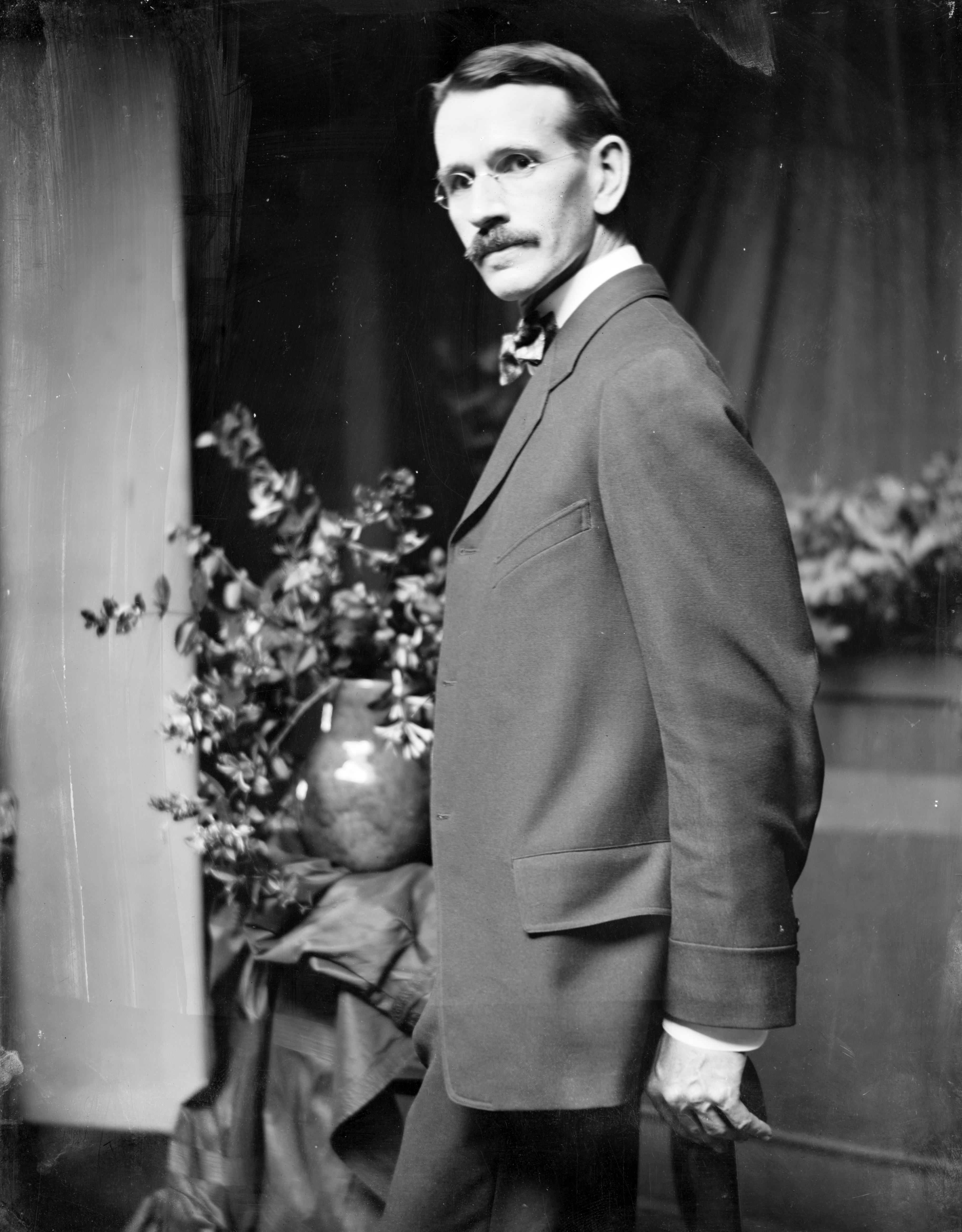
Arthur B. Davies, door Gertrude Käsebier, 1907

Arthur Bowen Davies (Utica, 26 september 1863 - Florence, 24 oktober 1928) was een Amerikaans kunstschilder. Zijn stijl wordt gerekend tot het symbolisme en de avant-garde.

## Leven en werk
Davies studeerde van 1879 tot 1882 aan de Chicago Academy of Design en aansluitend aan het Art Institute of Chicago. Vervolgens verhuisde hij naar New York en studeerde verder aan de Art Students League.
Davies was een leidend organisator van de Armory Show in 1913. Hij was medeoprichter van de avant-gardistische kunstenaarsbeweging “The Eight”, later de Ashcan School, samen met William Glackens (1870–1938), Robert Henri (1865–1929), Ernest Lawson (1873–1939), Maurice Prendergast (1859–1924), George Luks (1867–1933), Everett Shinn (1876–1953) en John French Sloan (1871–1951).
Het vroege werk van Davies omvat veel landschappen in een klassiek academische stijl, onder invloed van George Inness. Geleidelijk werd zijn stijl dromeriger en maakte hij vooral naam met zijn symbolische schilderijen van mystiek-etherische wezens, vaak naakten. Na 1910 ontwikkelt hij een meer avant-gardistische stijl. Davies werkte ook als ontwerper van Posters en illustrator, onder andere bij het tijdschrift “Century”.
Davies overleed in 1928 op 65-jarige leeftijd. Hij had twee vrouwen, met kinderen, die pas na zijn dood in kennis werden gesteld van elkaars bestaan.
Veel werk van Davies is te zien in het Brooklyn Museum te New York.

## Galerij

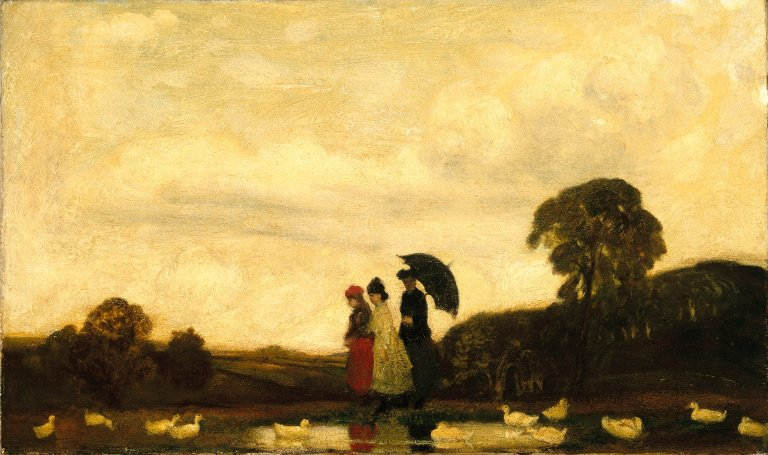
Every Saturday
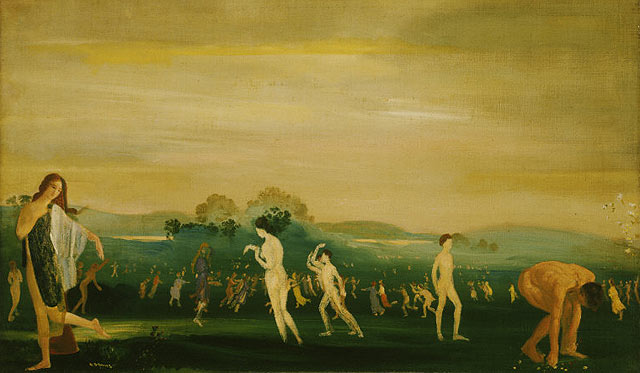
Elysian Fields
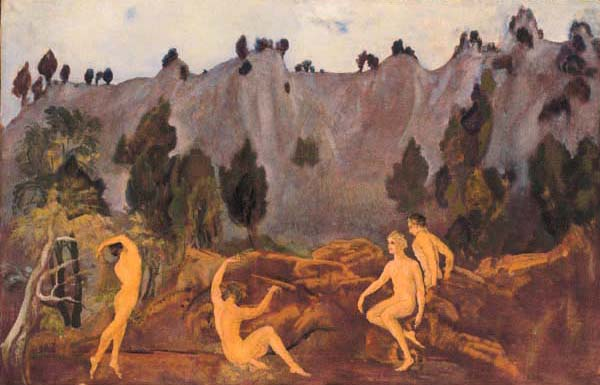
The Hesitation of Orestes
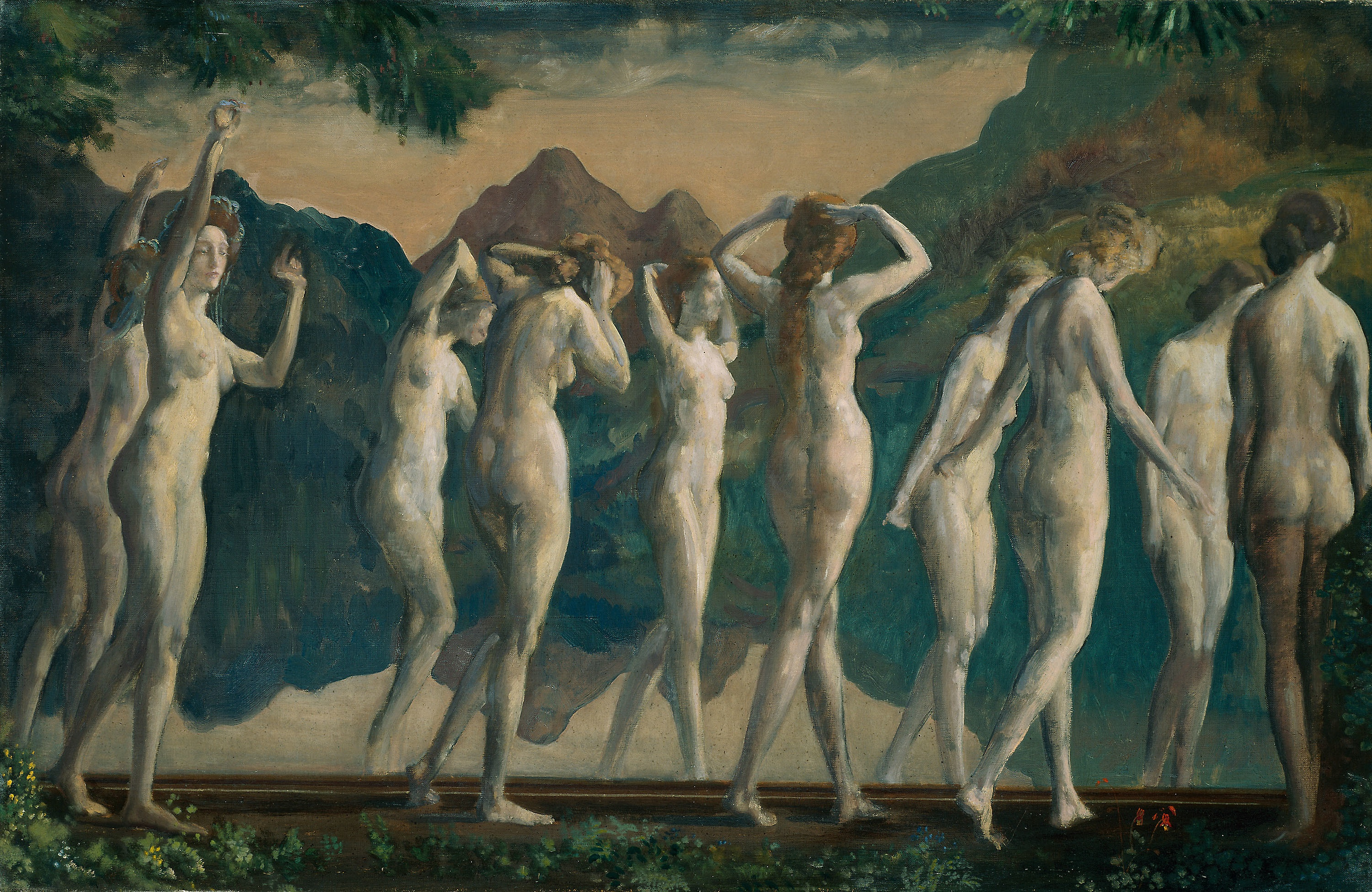
Maya, Mirror of Illusions
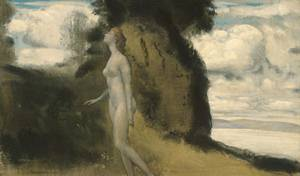
A Measure of Dreams
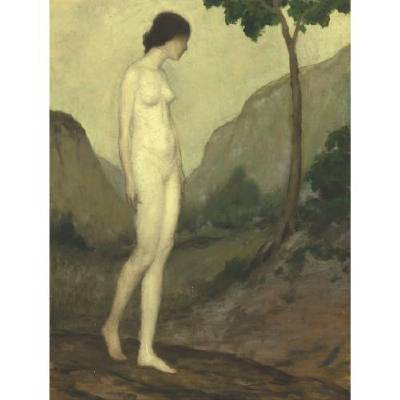
Nude in Landscape
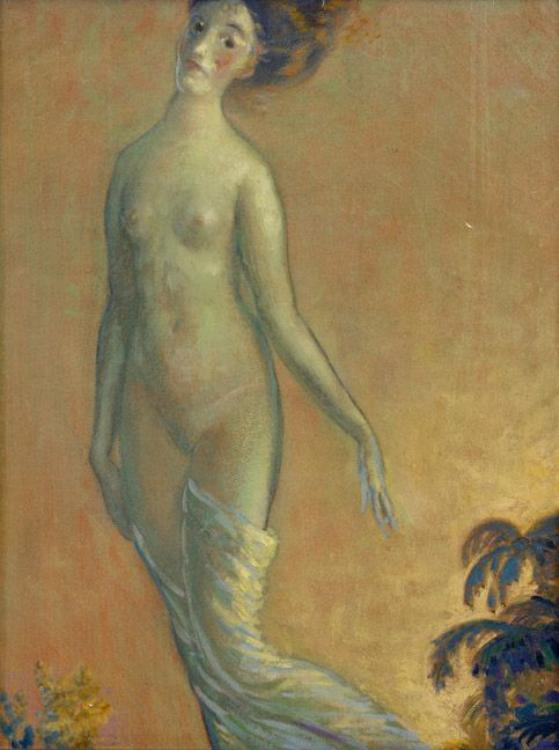
Dawn Light
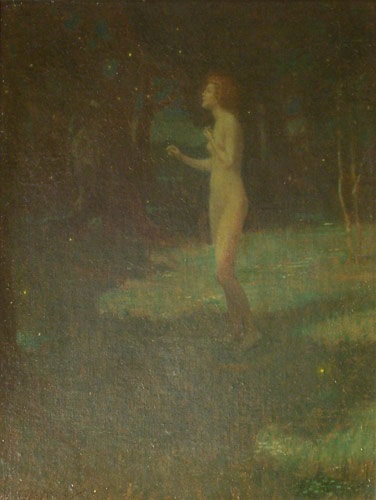
Dance of the Fireflies
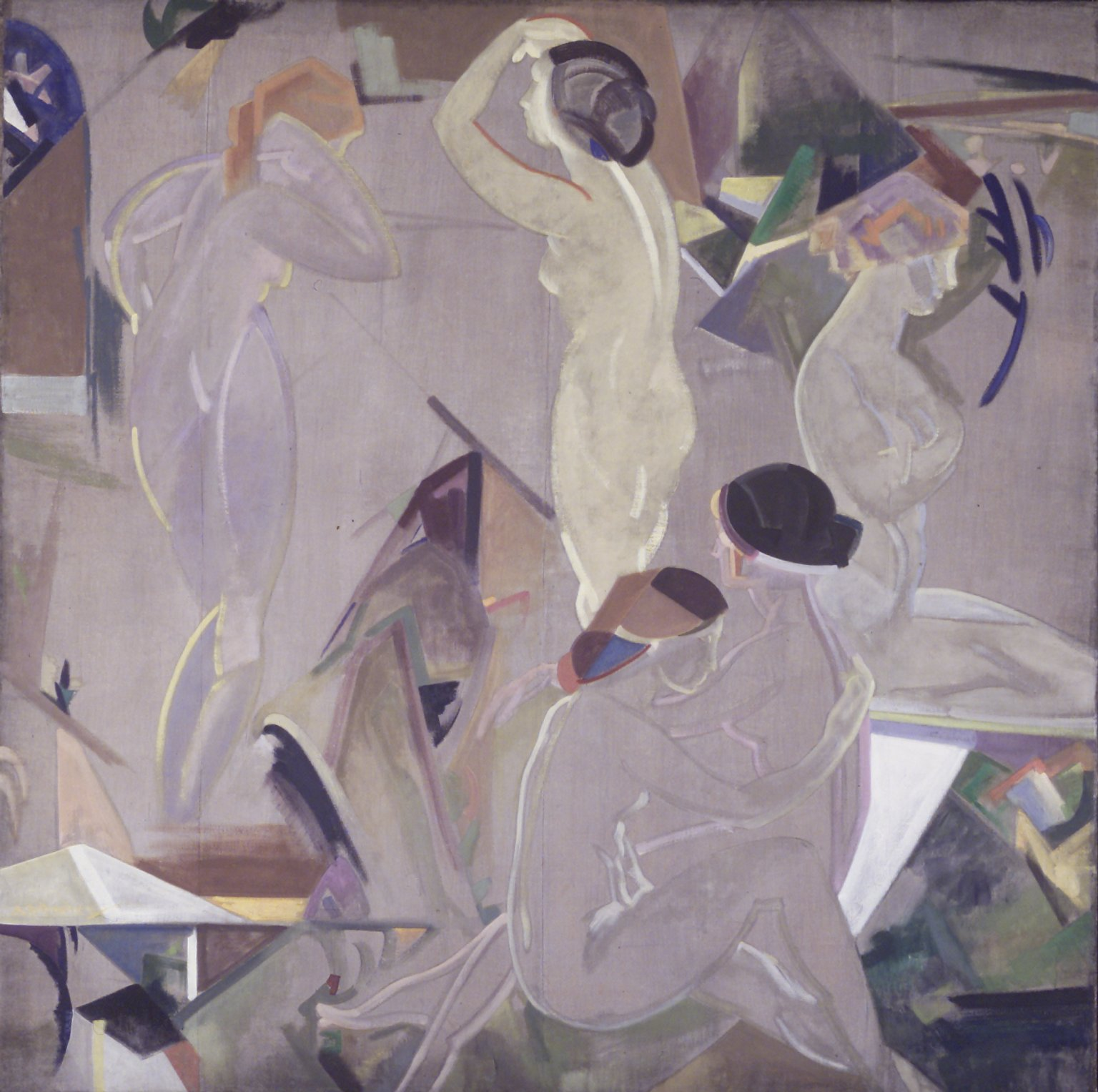
The Dawning
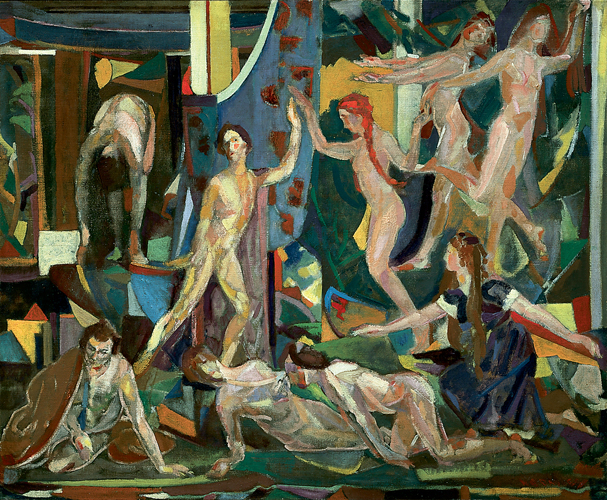
Interwoven

## Pasteltekeningen
Collectie pasteltekeningen in het Metropolitan Museum of Art, New York (selectie)

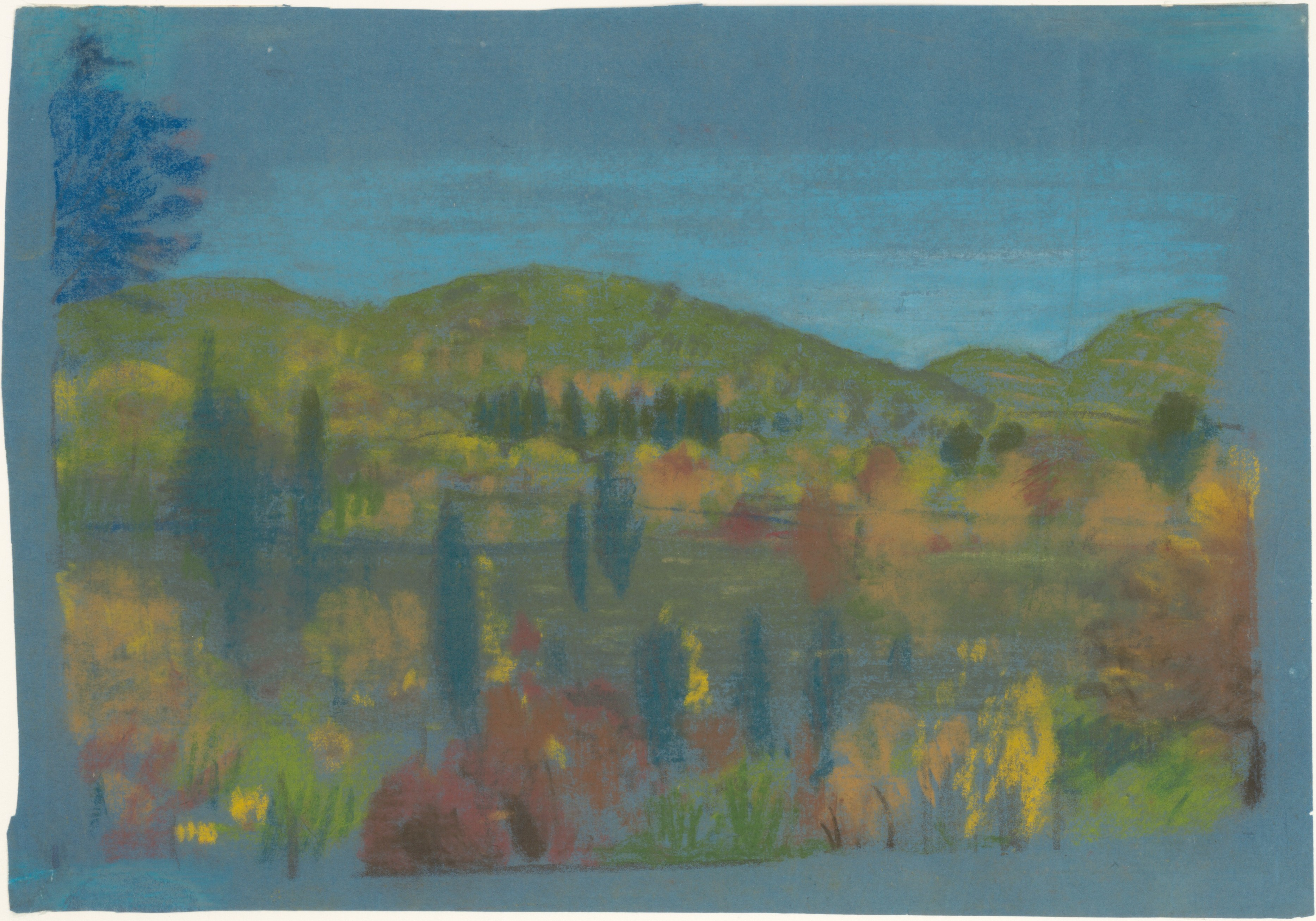
Across the Valley, pastel op helderblauw Japans papier (18,9 c 27 cm)
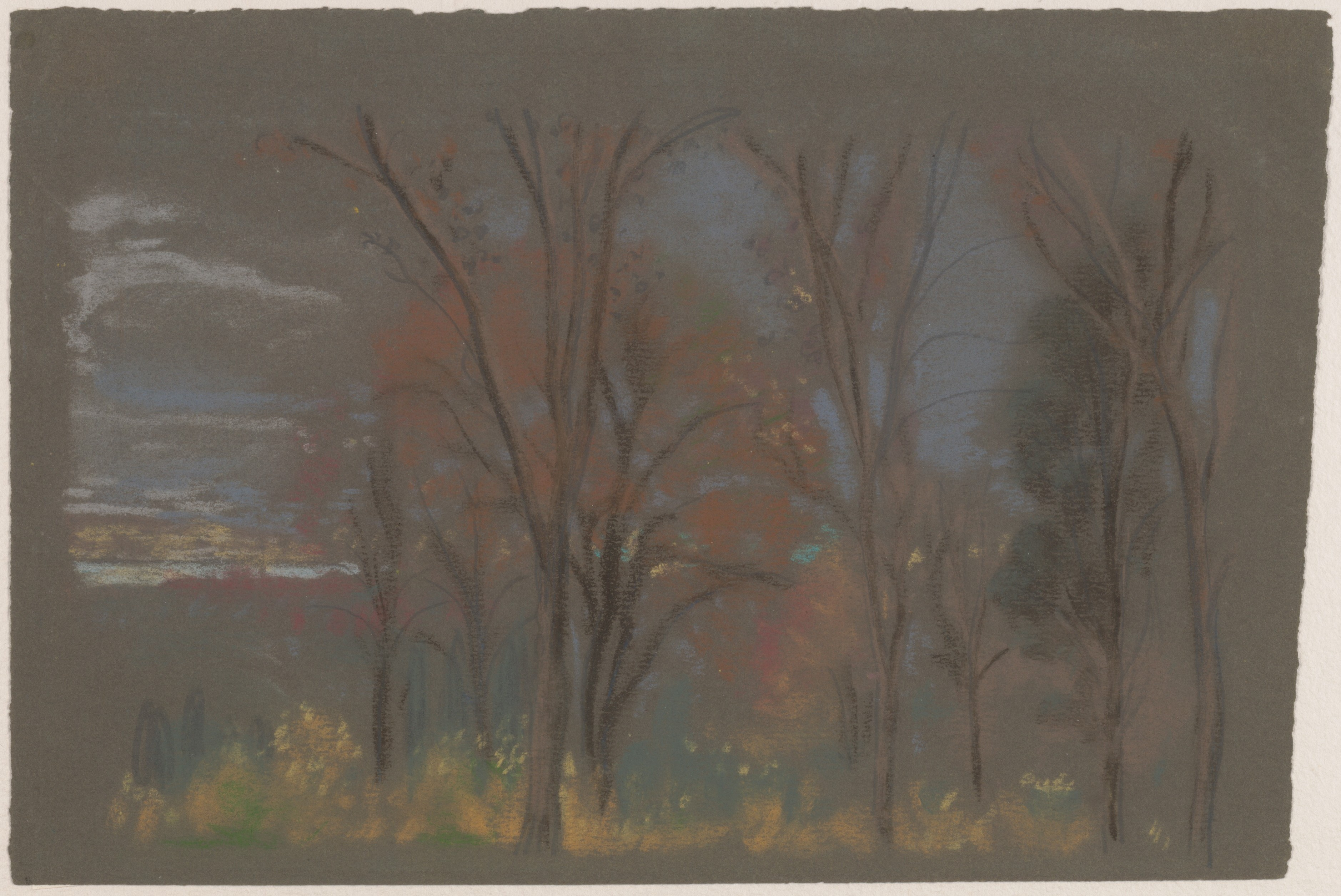
Autumn Woods, pastel op donkerbruin velijnpapier (18,4 x 27,8 cm)
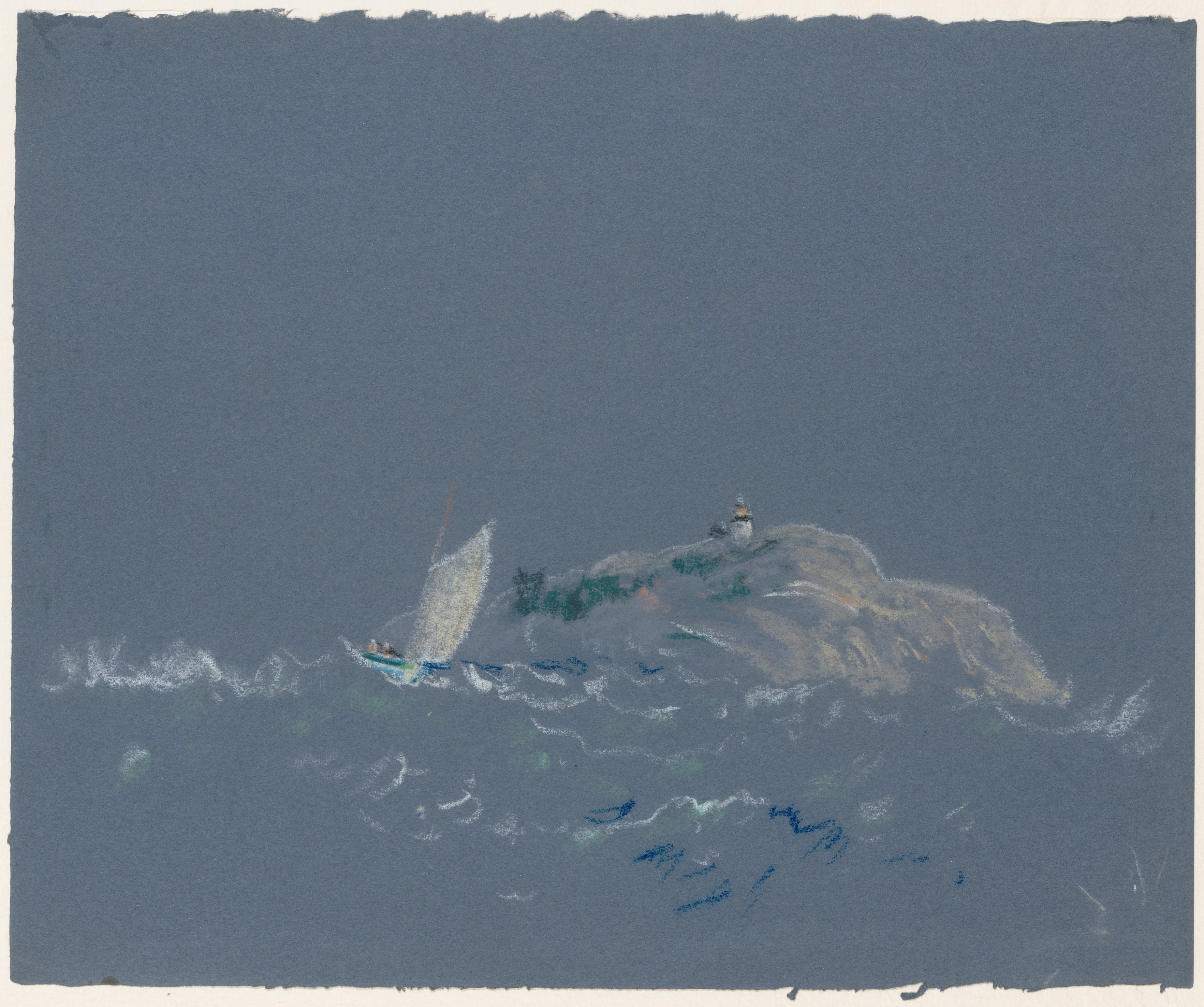
Bear Island Light, pastel op blauw velijnpapier (26 x 31,6 cm)
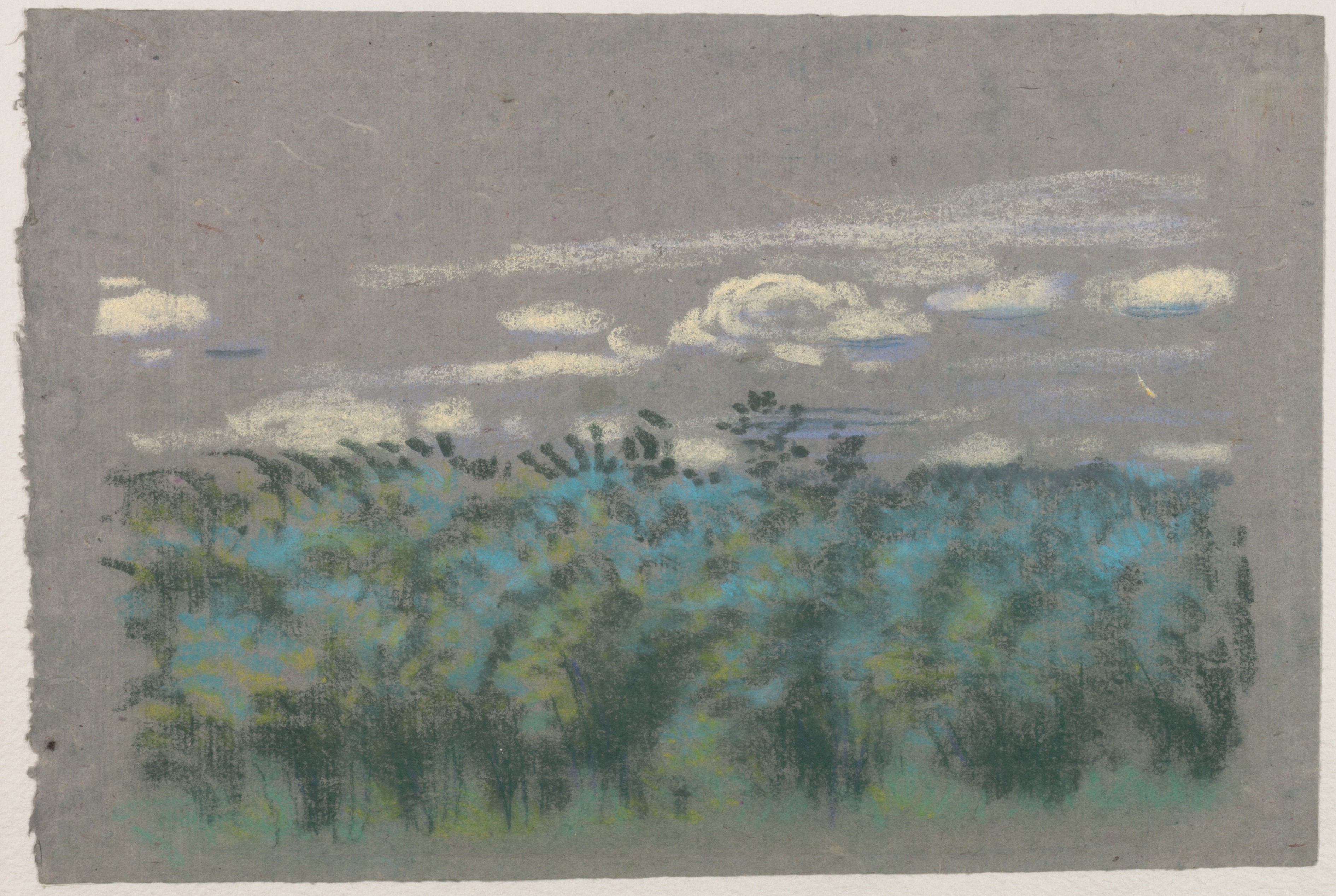
Blue Thicket, pastel op grijs papier (18,6 x 27,8 cm)
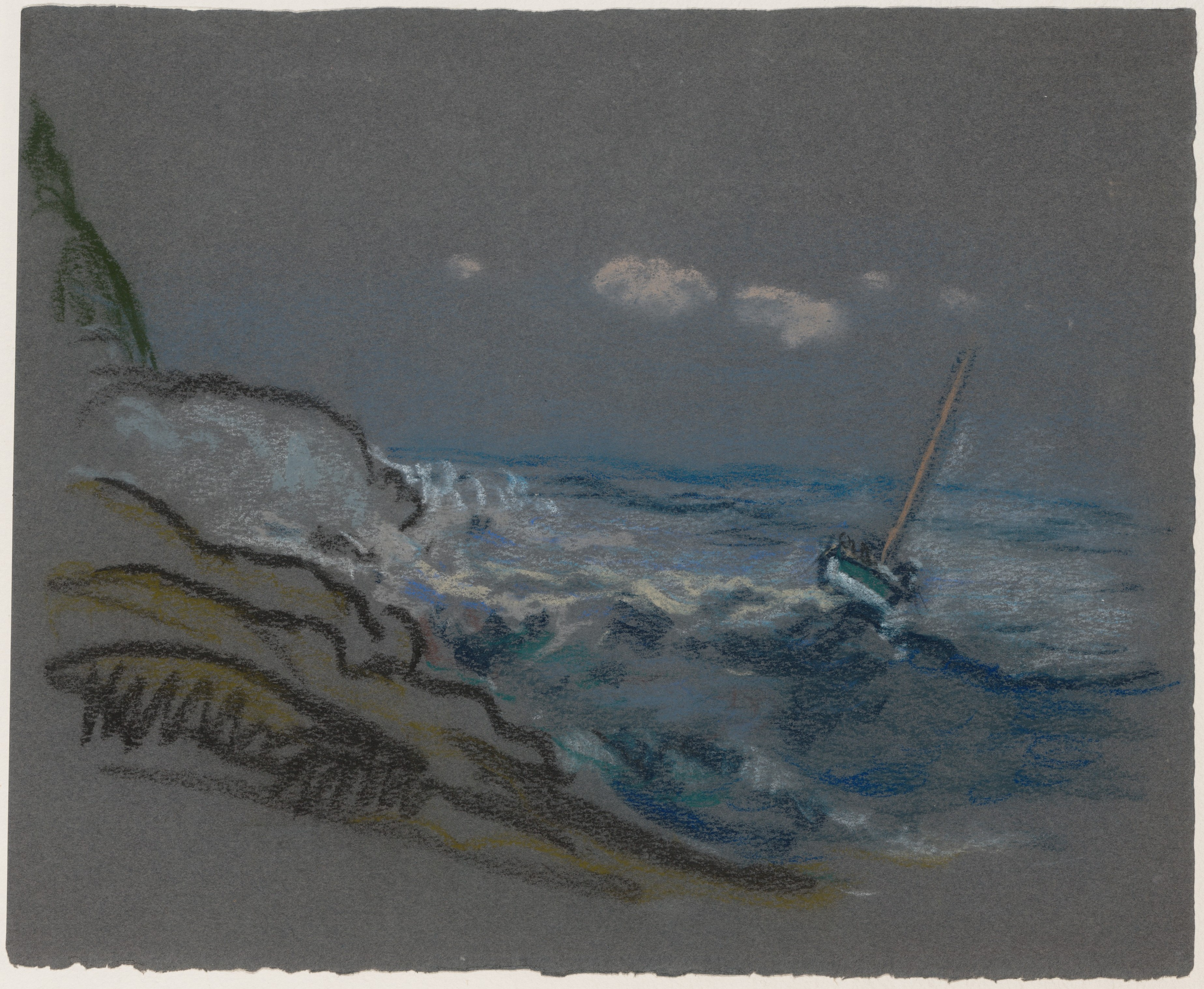
Boat in Distress, pastel op donkergrijs velijnpapier (26 x 31,1 cm)
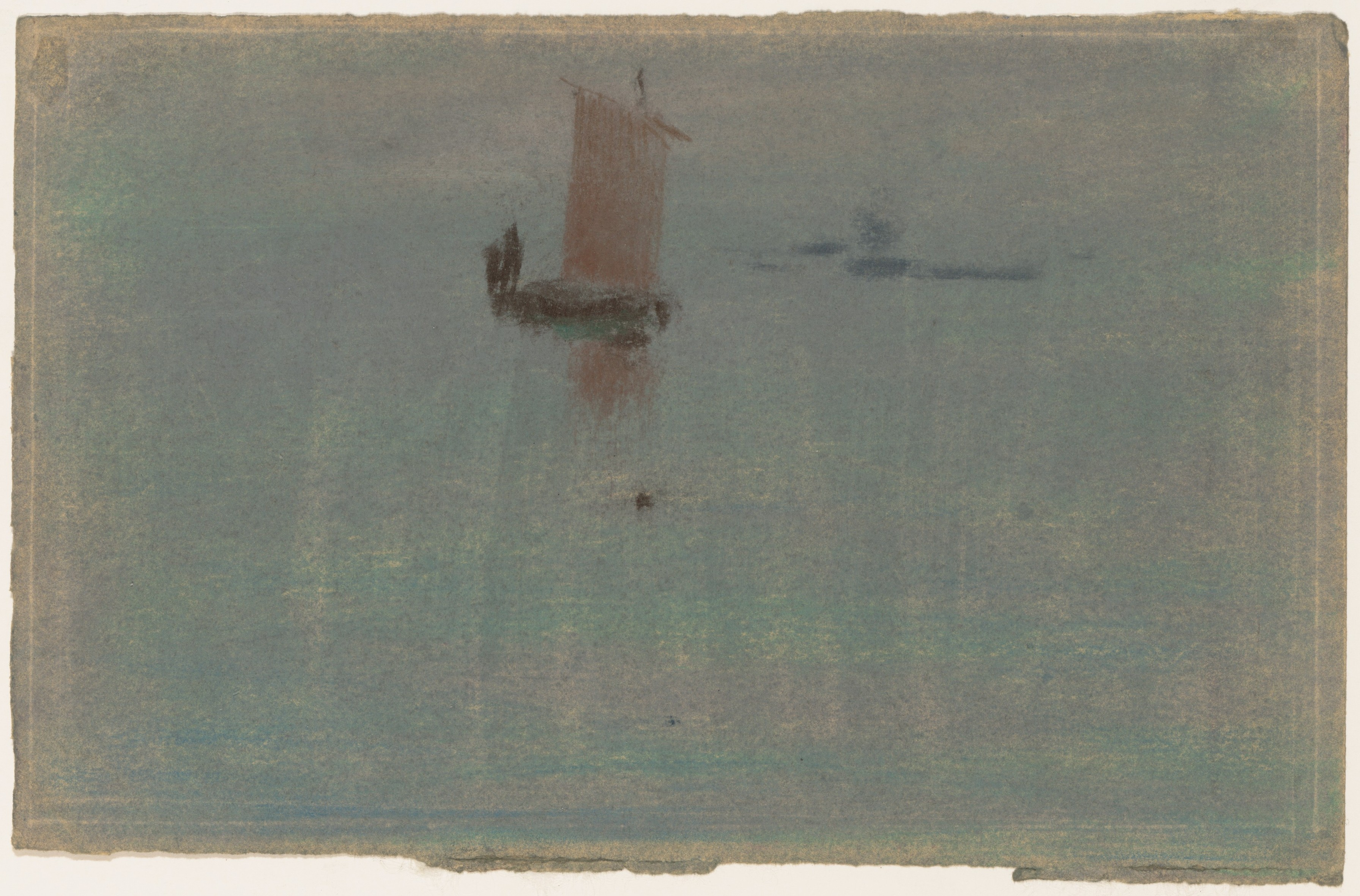
Boats at Evening, pastel op lichtgetint velijnpapier (14,6 x 22,5 cm)
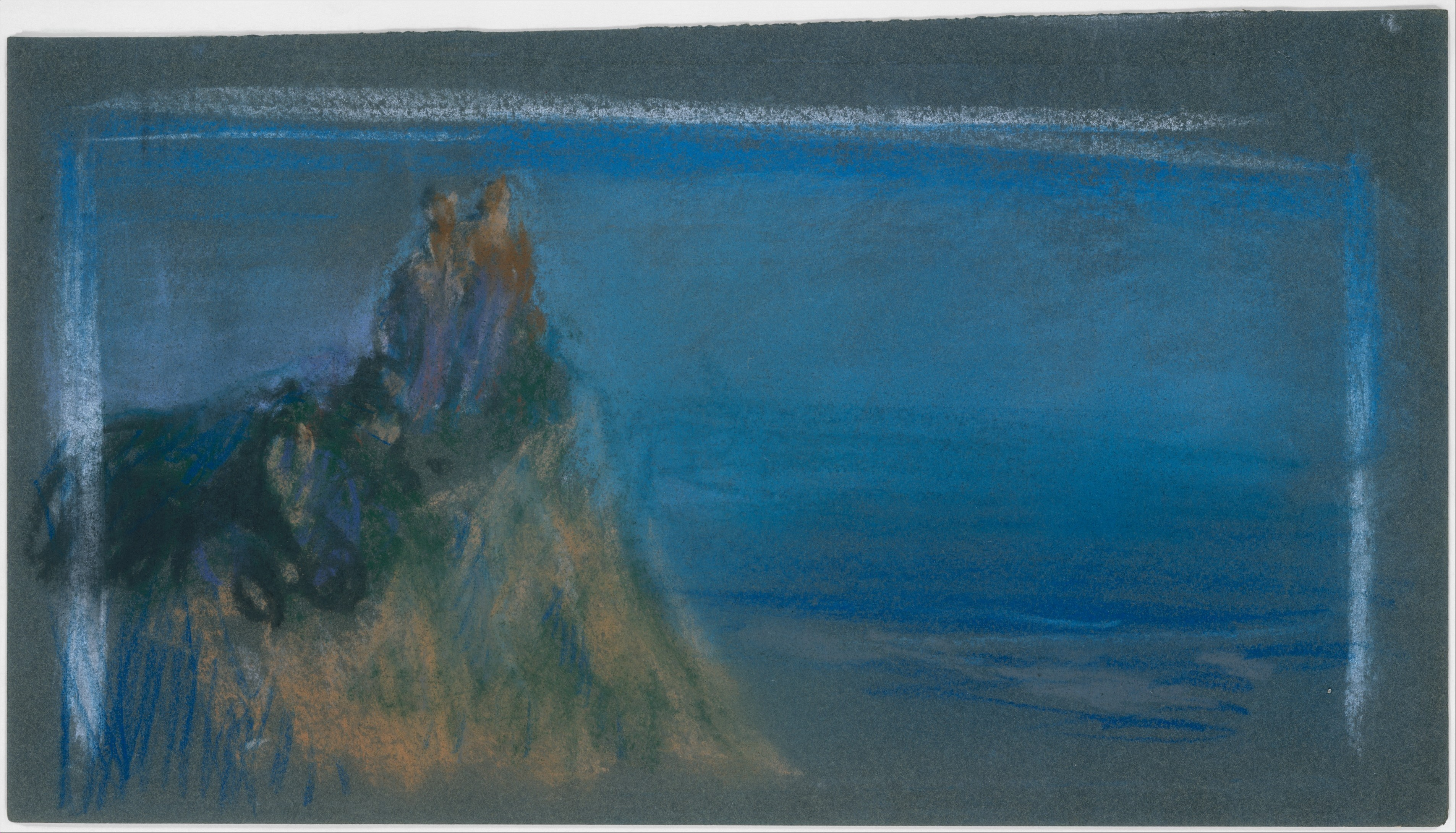
High Point, pastel op grijs papier (18,7 x 33 cm)
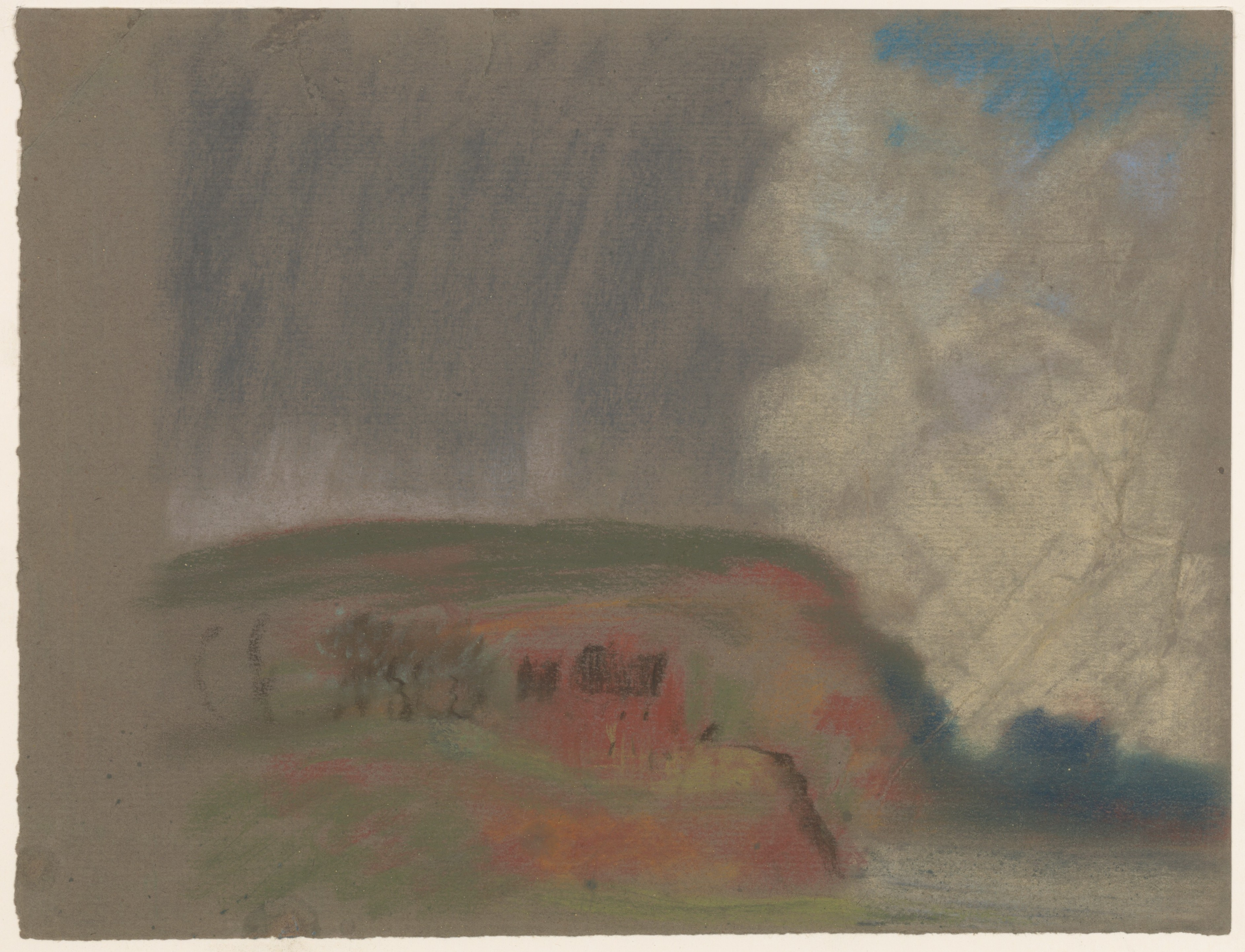
House on Hillside, pastel op donker grijsgroen papier (19,5 x 25,4 cm)
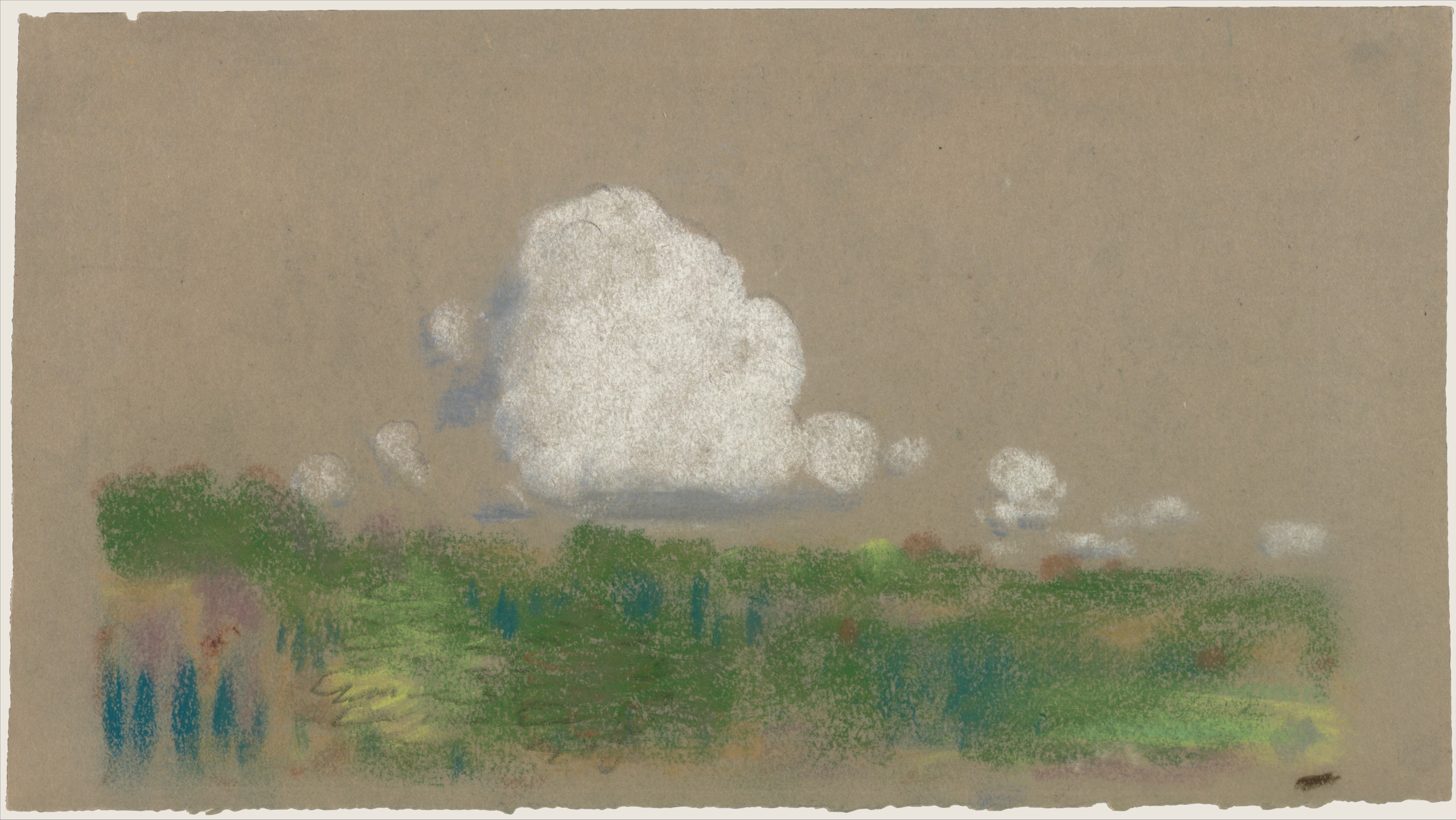
Landscape with Clouds, pastel en zwart krijt op groengrijs velijnpapier (15,6 x 26,8 cm)
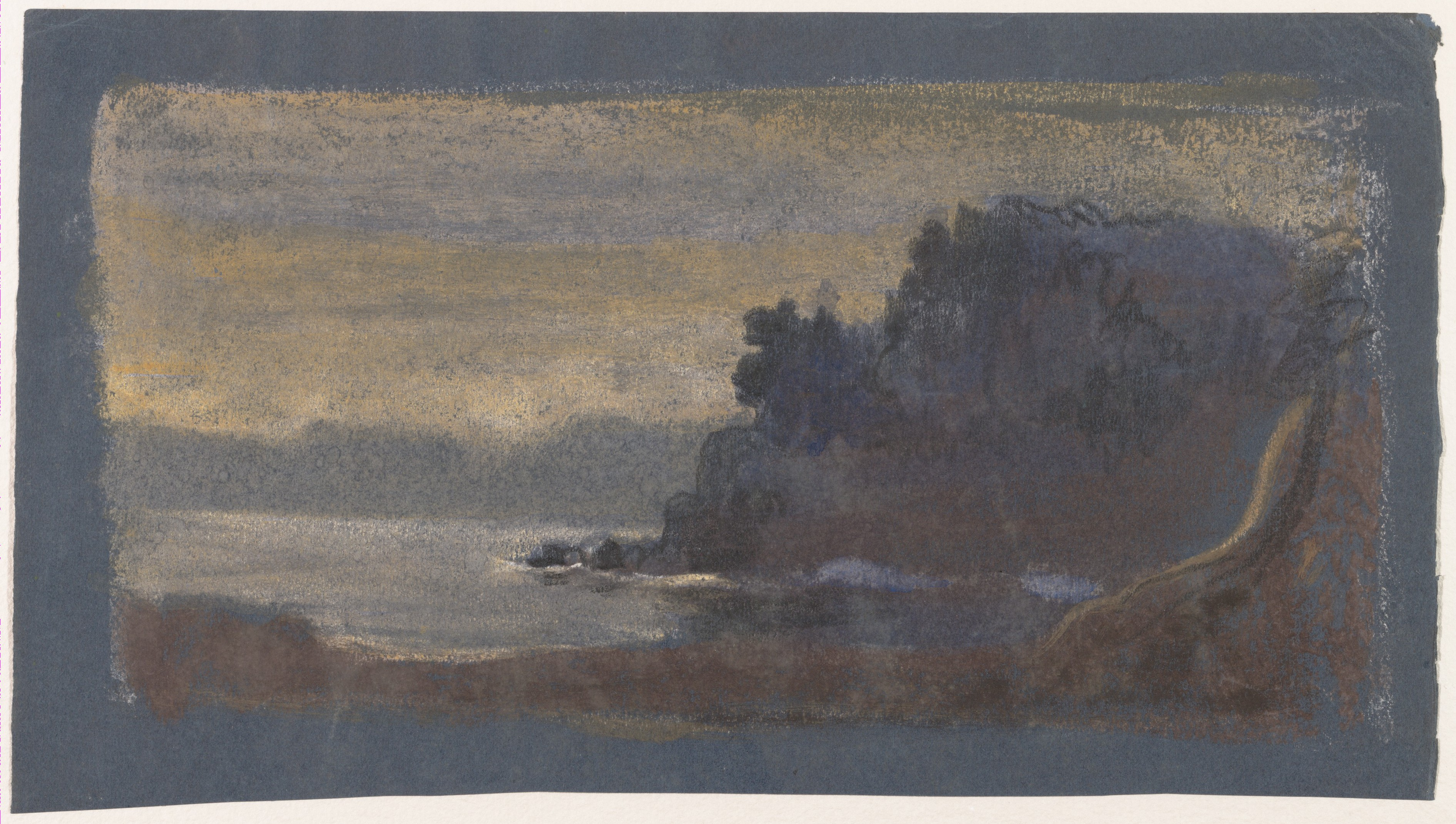
Blue Landscape, pastel op donkerblauw velijnpapier (16,5 x 29,4 cm)